# 泉はる
泉 はる（いずみ はる、1996年7月17日 - ）は、日本の女性ファッションモデル、女優である。東京都出身。ボン イマージュ所属。

## 略歴
- 2006年、サンシャインシティに行った際、チャームキッズからスカウトを受け、芸能界入り。
- 2009年1月末、チャームキッズを卒業。ネクステージへ移籍する。

### モデルとして
- 2007年、「小学五年生読者モデルオーディション」でグランプリを受賞。『小学五年生』の読者モデルとして1年間活動した。
- 2007年8月、ファッション雑誌『ニコ☆プチ』の専属モデル（プチモ）として登場したがレギュラープチモにはなれず、秋号以降登場していない。プチモの同期にはAKB48の前田亜美がいる。
- 2008年、前年度の小学五年生に続き、「小学六年生読者モデルオーディション」でグランプリを受賞。『小学六年生』の読者モデルとして1年間活動した。
- 2009年6月号からニコ☆プチの姉妹雑誌「ニコラ」の専属モデル（ニコモ）として活動開始。レギュラーではないプチモがニコモになるのは泉が初。
- 2011年4月よりニコラネット内ニコ☆ログの担当となる。
- 2011年10月号で初表紙、この号の表紙は古畑星夏・泉はるの2名。
- 2012年、バンタンデザインハイスクールの2012年度イメージモデルと、「Lindsay」（ナルミヤ・インターナショナル）の3代目イメージモデルを務める。
- 2013年4月（5月号）を持ってニコラ卒業。表紙掲載回数は4回[2]であった。
- 2013年9月20日、集英社『non-no』11月号より専属モデルとして活動開始[3]。
- 2019年3月20日、集英社『non-no』5月号より専属モデル卒業。

## 人物
愛称の『ハルピー』はニコラ2009年6月号で募集された中から選ばれたもので、当時ニコモの立石晴香・川口春奈の「はるハル」コンビとはまた別の「はるハル」が出来ないようにするためこの愛称となった。
- 趣味は歌を歌うこと、特技は母親に教えてもらった卓球[4]。
- 好きな食べ物は、お寿司。
- サッカーの大ファンである。
- viviモデルの古畑星夏、学校のカイダンで共演した松川星、山﨑萌香と仲が良い。

## 出演

### テレビ番組
- PON!（日本テレビ）
- ガールズゴルフプラス（サンテレビ） - レギュラー

### テレビドラマ
- 学校のカイダン（2015年1月10日 - 3月14日、日本テレビ） - 田中あかり 役
- ハケンのキャバ嬢・彩華（2017年10月16日 - 12月18日、朝日放送[注 1]） - チサ 役
- 将軍刑事（2018年1月21日、テレビ朝日） - 将軍愛子 役
- 崖っぷちホテル! 第8話（2018年6月3日、日本テレビ） - ニーナ王女 役
- イアリー 見えない顔（2018年8月4日 - 9月8日、WOWOW） - 松崎瑠偉 役
- 神ちゅーんず 〜鳴らせ!DTM女子〜（2019年4月7日 - 6月9日、朝日放送） - 入山涼子 役

### WEBドラマ
- ハケンのキャバ嬢・彩華（2017年10月9日 - 12月11日、AbemaTV[注 1]） - チサ 役
- あの子が生まれる…（2020年7月18日 - 9月19日、FOD）[5]

### 映画
- 女子高（2016年4月9日、監督：山本浩貴） - 白川夏美 役
- インターン！（2016年11月5日、監督：吉田秋生） - 戸塚ルミ 役
- It Girls: Anytime Smokin' Cigarette（2017年） - 主演・リサ 役

### PV
- TANAKA ALICE「DON'T STOP」（2015年）

### デジタル写真集
- 美少女レッスン〜少女たちの季節〜Vol.151 泉はる 1st Lesson（2006年10月4日、チャームキッズ）
- 美少女レッスン〜少女たちの季節〜Vol.173 泉はる 2nd Lesson（2007年1月17日、チャームキッズ）
- U-15 美少女倶楽部＜11＞ 泉はる（2007年11月19日、アイマックス）
- U-15 美少女倶楽部＜13＞ 泉はる（2007年12月15日、アイマックス）
- 美少女学園選抜クラス（2008年5月17日、アイマックス）
- みんな日記2008完全版（アイマックス）
- みんな日記完全版 2005-2011（2012年2月11日、アイマックス）

### DVD
- チャームキッズ・2006Xmas祭り（2007年3月30日、アイマックス）
- チャームキッズ・2007スプリングフェスタ（2007年7月25日、アイマックス）
- チャームキッズ・2007Xmas Live（2008年2月25日、アイマックス）
- いもうと達の春期合同合宿（2008年4月25日、アイマックス）
- 美少女学園選抜クラス （2008年4月25日、アイマックス）
- 美少女学園選抜クラスサプリメント（2008年6月28日、アイマックス）
- 美少女学園選抜クラスPart2 （2008年7月25日、アイマックス）
- 美少女学園選抜クラスサプリメントPart2（2008年12月13日、アイマックス）
- チャームキッズ・2008クリスマスまつり第1部完全収録版（2009年2月25日、アイマックス）
- チャームキッズ・2008クリスマスまつり第2部完全収録版（2009年5月25日、アイマックス）
- いもうと達のプライベート映像 松本あやか北海道スペシャルwith泉はる（アイマックス）
- いもうと達のプライベート映像 松本あやか北海道スペシャルwith泉はる Vol.2（アイマックス）
- 週刊チャーム2010前期号（1月〜6月）（2011年4月23日、アイマックス）
- チャームキッズ 宣材撮影2012 vol.1（2012年、アイマックス）

### その他のグッズ
- 泉はるA4ブロマイド（2006年 - ）
- チャーム★キッズ オフィシャルトレーディングカード（2007年 - ）

### イベント
- ニコラ読者開放日2010（2010年3月29日）
- point spring collection 2011（2011年2月23日）
- point spring collection 2012（2012年2月21日）
- 泉はる©Lindsay一日店長イベント（2012年6月3日）
- ニコラ読者開放日2013（2013年3月27日）
- pino fondue cafe 1日アルバイト
- SCHOOL OF ROCK
- SHINPA vol.8 RE:tiff
- 東京国際映画祭
- 映画 女子高 - 舞台挨拶
- うみぞら映画祭2018 トークショー

### ファッションショー
- a-nation
- Rakuten Girls Award
- Tokyo Girls Collection
- 仙台コレクション
- 関西コレクション
- 札幌コレクション
- HIROSHIMA RUNWAY
- 超十代

### CM
- タカラトミー （2007年 - 2008年）
  - しゅごキャラ!ハンプティロック&アミュレットフローカード （2007年）
  - ポップルキュート（2008年）
  - フェルフル（2008年）
  - しゅごキャラ!アミュレットハートロッド（2008年）
  - ちゃおスララ（2008年）
  - ラインストーンセラ（2008年）
  - カラースプレー スララ（2008年）
  - ビデオクリップ エル（2008年）
- マクドナルド ハッピーセット「ビート・スター」（2008年）
- 花王 クリアクリーン・クラッシュ（2008年）
- 中国電力 省エネルギー（2011年、ちょうどいい 冬 篇）
- 任天堂 nintendogs + cats（2011年、アクセサリー 篇 / グッズ 篇 / なめる 篇 / 芸 篇 / 写真 篇）
- ロート製薬 「エマーブル」 (WEBムービー)
- ミスタードーナツ 「ベジ涼風麺」
- アキュビュー (キャンペーンPV)

### 広告
- タカラトミー ちゃおスララ（2008年）
- Z会（2010年）
- バンタンデザインハイスクール（2012年〜 1年間） - イメージモデル

### カタログ
- Z会
- 2013年「ジョイフル恵利」成人式振袖カタログ（2011年 - ）
- Lindsay（ナルミヤ・インターナショナル、2012年春 - ）3代目イメージモデル
- 京都きもの友禅

## 書籍

### 雑誌
- 小学五年生（2007年3月3日 - 2008年12月29日、小学館）読者モデル
- ニコ☆プチ（2007年8月22日、新潮社）専属モデル
- 小学六年生（2008年3月3日 - 2008年12月29日、小学館）読者モデル
- Sho-comi（2008年15号・23号、小学館）
- ニコラ（2009年5月1日 - 2013年4月1日、新潮社）専属モデル
- non-no（2013年9月20日 - 2019年3月20日、集英社）専属モデル

### ムック
- ピュアピュアVol.43（2007年7月5日、辰巳出版）ISBN 978-4777804047
- 見てわかる!はじめてのワカサギ釣り―ビギナーでもバッチリ釣れる「釣り入門」DVDinMOOK（2007年9月、海悠出版） - 表紙 ISBN 978-4391625295
- CM NOW別冊 CM美少女 U-19 SELECTION100 -2010-（2010年4月21日、玄光社）ISBN 978-4768303054
- CM NOW別冊 CM美少女 U-19 SELECTION100 -2011-（2011年5月28日、玄光社）ISBN 978-4768303382

### 小説
- 死屍累々の夜 (2017年12月7日、光文社文庫、(著)前川裕宇) - カバーモデル